# Jonasz (Orłow)
Jonasz, imię świeckie Michaił Siemionowicz Orłow (ur. 12 września?/24 września 1865 w Bułyginie, zm. 27 maja 1945 w Woroneżu)- rosyjski biskup prawosławny.

## Życiorys
Był synem kapłana prawosławnego. Ukończył seminarium duchowne w Tambowie w 1888 i w tym samym roku został wyświęcony na diakona (jako mężczyzna żonaty) oraz skierowany do cerkwi w Sokołowie (powiat kirsanowski guberni tambowskiej). W roku następnym został przeniesiony do eparchii astrachańskiej, zaś w 1891 - wyświęcony na kapłana. W eparchii astrachańskiej pozostawał na etacie misjonarza odpowiadającego za zwalczanie staroobrzędowców i ruchów religijnych uznawanych za sekty. Od 1899 do 1902 służył w eparchii omskiej jako przewodniczący eparchialnej rady misyjnej, zasiadał także w konsystorzu eparchii i w radzie nadzorującej prowadzone przez nią szkoły.
W 1923 związał się z ruchem odnowicielskim. W marcu tegoż roku z rąk biskupów, którzy również przyłączyli się do tego ruchu, przyjął najpierw postrzyżyny mnisze, a następnie chirotonię biskupią, po której został odnowicielskim biskupem czycki i zabajkalskim. Jeszcze w tym samym roku otrzymał godność arcybiskupią. Trzy lata później odszedł w stan spoczynku i zamieszkał w Moskwie, by po kilku miesiącach objąć w ruchu odnowicielskim katedrę archangielską, w 1927 - czelabińską, zaś w 1920 - bakijską. W 1931 otrzymał godność metropolity. Od 1934 do 1936 był odnowicielskim metropolitą kazachstańskim, po czym ponownie odszedł w stan spoczynku i osiadł w Tambowie, gdzie mieszkał jego syn.
14 marca 1944 złożył na ręce patriarchy moskiewskiego i całej Rusi Sergiusza akt pokutny i został powtórnie przyjęty do kanonicznego Rosyjskiego Kościoła Prawosławnego. Godności uzyskane w ruchu odnowicielskim nie zostały uznane i duchownego przyjęto do Cerkwi jako protoprezbitera, z inkardynacją w eparchii tambowskiej. Cztery dni później Michaił Orłow, którego małżonka zmarła już wcześniej, złożył wieczyste śluby mnisze przed biskupem dmitrowskim Hilarym, przyjmując imię zakonne Jonasz. Następnego dnia został wyświęcony na biskupa woroneskiego i zadońskiego, pierwszego po kilkuletniej przerwie ordynariusza tej eparchii. Ceremonia chirotonii odbyła się w patriarszym soborze Objawienia Pańskiego w Moskwie pod przewodnictwem patriarchy Sergiusza.
Biskup Jonasz został podniesiony do godności arcybiskupiej w lutym 1945, po dziesięciu miesiącach aktywności duszpasterskiej w Woroneżu. Hierarcha prowadził w swojej eparchii zbiórki funduszy na wspieranie armii radzieckiej oraz na pomoc rannym. Łącznie eparchia woroneska do 1945 przekazała na cele wojskowe ponad 400 tys. rubli darowanych przez wiernych lub pochodzących z darowizn majątku cerkiewnego na rzecz państwa. Jonasz zmarł wkrótce po zakończeniu wojny, 27 maja 1945, i został pochowany w sąsiedztwie cerkwi św. Mikołaja w Woroneżu, która pełniła ówcześnie funkcje soboru katedralnego.